# Vaudrey
Vaudrey ist eine französische Gemeinde im Département Jura in der Region Bourgogne-Franche-Comté. Sie gehört zum Arrondissement Dole und zum Kanton Mont-sous-Vaudrey. 
Die Nachbargemeinden sind Montbarrey im Norden, Ounans und La Ferté im Osten, Aumont im Süden, Oussières im Südwesten, Mont-sous-Vaudrey im Westen sowie Belmont im Nordwesten.

## Bevölkerungsentwicklung
| Jahr                       | 1962 | 1968 | 1975 | 1982 | 1990 | 1999 | 2008 | 2017 |
| -------------------------- | ---- | ---- | ---- | ---- | ---- | ---- | ---- | ---- |
| Einwohner                  | 305  | 306  | 330  | 282  | 289  | 319  | 373  | 373  |
| Quellen: Cassini und INSEE |      |      |      |      |      |      |      |      |

## Sehenswürdigkeiten
- Kirche Mariä Himmelfahrt aus dem 13. Jahrhundert

## Weblinks

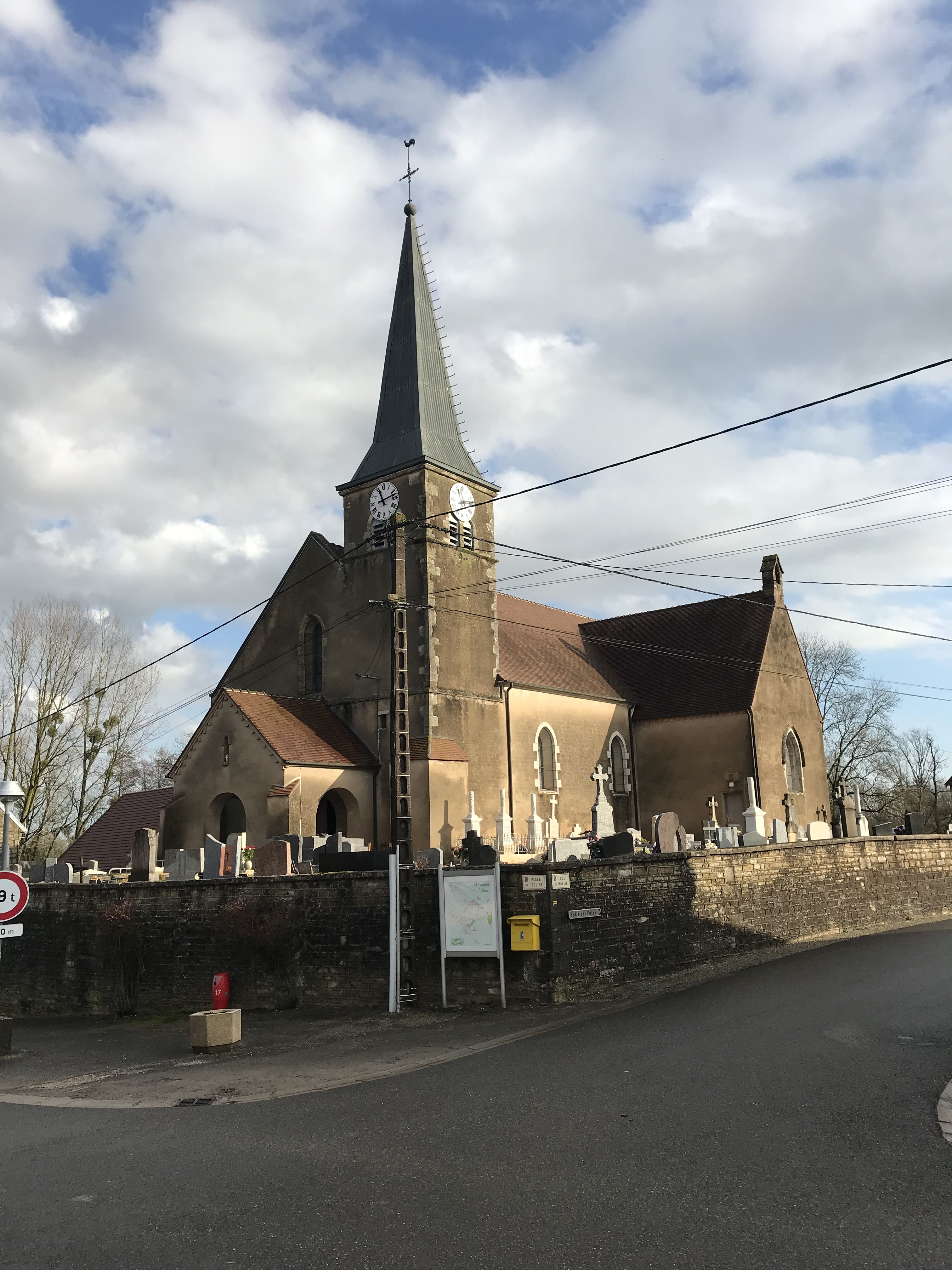
Kirche Mariä Himmelfahrt